# Ahmed Abodehman
Ahmed Abodehman (Al-Khalaf, 1949) è uno scrittore, giornalista e poeta saudita appartenente alla tribù dei Qaḥṭān.

## Biografia
Dopo gli studi nella capitale Riad si trasferisce a Parigi, dove attualmente vive e lavora per il quotidiano saudita Al Riyadh.

## Opere
- La cintura (Epoché 2009)